# Laurent Simons
Laurent Joseph Simons (Ostende, 2009) é um jovem e prodígio estudante de engenharia elétrica belga que está prestes a concluir o curso aos nove anos de idade na Universidade de Tecnologia de Eindhoven, na Holanda.

## Formação acadêmica
Tinha quatro anos quando entrou na escola primária, e antes de seus colegas chegarem ao ensino médio, ele chegou à universidade. Aos nove anos.
O jovem belga levou um ano para terminar o primeiro período da escola primária, como a maioria dos estudantes. Mas depois o ritmo acelerou e no ano seguinte ele concluiu de só uma vez o período que vai do segundo período ao sexto.
Concluiu o ensino médio um ano antes de frequentar a Universidade de Tecnologia de Eindhoven. Simons está atualmente no caminho para concluir o curso de bacharel em engenharia elétrica pela Universidade até o final de 2019. Ele planeja iniciar seu doutorado e estudar medicina depois de se formar.
Simons planeja pesquisar órgãos artificiais e, finalmente, desenvolver um corpo artificial inteiro em seu próprio laboratório. Ele seria a pessoa mais jovem a se formar em uma faculdade em 2019, porém largou para estudar física.
Simons que tem pai belga e mãe holandesa, tem um QI de 145 de acordo com seus pais.
O garoto busca estudar física quântica, para alcançar a imortalidade, pelos seus avós.